# (16750) Marisandoz
(16750) Marisandoz est un astéroïde de la ceinture principale.

## Description
(16750) Marisandoz est un astéroïde de la ceinture principale. Il fut découvert le 18 août 1996 à Lime Creek par Robert Linderholm. Il présente une orbite caractérisée par un demi-grand axe de 2,63 UA, une excentricité de 0,17 et une inclinaison de 4,8° par rapport à l'écliptique.

## Compléments